# Lijst van voetbalinterlands Azerbeidzjan - Polen
Deze lijst van voetbalinterlands is een overzicht van alle officiële voetbalwedstrijden tussen de nationale teams van Azerbeidzjan en Polen. De landen speelden tot op heden zes keer tegen elkaar. De eerste ontmoeting, een kwalificatiewedstrijd voor het Europees kampioenschap voetbal 1996, werd gespeeld in Mielec op 12 oktober 1994. Het laatste duel, een kwalificatiewedstrijd voor het Europees kampioenschap voetbal 2008, vond plaats op 2 juni 2007 in Bakoe.

## Wedstrijden
| № | Datum    | Plaats           | Competitie           | Wedstrijd            | Uitslag |
| - | -------- | ---------------- | -------------------- | -------------------- | ------- |
| 1 | Mielec   | 12 oktober 1994  | EK 1996 kwalificatie | Polen – Azerbeidzjan | 1 – 0   |
| 2 | Trabzon  | 15 november 1995 | EK 1996 kwalificatie | Azerbeidzjan – Polen | 0 – 0   |
| 3 | Warschau | 26 maart 2005    | WK 2006 kwalificatie | Polen – Azerbeidzjan | 8 – 0   |
| 4 | Bakoe    | 4 juni 2005      | WK 2006 kwalificatie | Azerbeidzjan – Polen | 0 – 3   |
| 5 | Warschau | 24 maart 2007    | EK 2008 kwalificatie | Polen – Azerbeidzjan | 5 – 0   |
| 6 | Bakoe    | 2 juni 2007      | EK 2008 kwalificatie | Azerbeidzjan – Polen | 1 – 3   |

## Samenvatting
| Competitie      | Totaal gespeeld | Winst Azerbeidzjan | Gelijk | Winst Polen | Doelsaldo Azerbeidzjan – Polen |
| --------------- | --------------- | ------------------ | ------ | ----------- | ------------------------------ |
| WK-kwalificatie | 2               | 0                  | 0      | 2           | 0 − 11                         |
| EK-kwalificatie | 4               | 0                  | 1      | 3           | 1 − 9                          |
| Totaal          | 6               | 0                  | 1      | 5           | 1 − 20                         |

Wedstrijden bepaald door strafschoppen worden, in lijn met de FIFA, als een gelijkspel gerekend.

## Details

### Eerste ontmoeting
| Polen                 | 1 – 0 | Azerbeidzjan |
| Andrzej Juskowiak 44' | goals |              |

### Tweede ontmoeting
| Azerbeidzjan | 0 – 0 | Polen |
|              | goals |       |

### Derde ontmoeting
| Polen | 8 – 0 | Azerbeidzjan |
| Tomasz Frankowski 12' Aftandil Hadjiev 16' (e.d.) Kamil Kosowski 41' Tomasz Frankowski 63' Tomasz Frankowski 67' Jacek Krzynówek 73' Marek Saganowski 85' Marek Saganowski 90' | goals |              |

### Vierde ontmoeting
| Azerbeidzjan | 0 – 3 | Polen                                                     |
|              | goals | 28' Tomasz Frankowski 57' Tomasz Kłos 79' Maciej Żurawski |

### Vijfde ontmoeting
| Polen                                                                                                 | 5 – 0 | Azerbeidzjan |
| Jacek Bąk 2' Dariusz Dudka 5' Wojciech Łobodziński 33' Jacek Krzynówek 58' Przemysław Kaźmierczak 83' | goals |              |

### Zesde ontmoeting
| Azerbeidzjan        | 1 – 3 | Polen                                                          |
| Branimir Subaşiç 5' | goals | 63' Euzebiusz Smolarek 66' Jacek Krzynówek 90' Jacek Krzynówek |